# Yangzhou Taizhou Airport
Yangzhou Taizhou Airport (kinesiska: 扬州泰州机场) är en flygplats i Kina. Den ligger i provinsen Jiangsu, i den östra delen av landet, omkring 100 kilometer nordost om provinshuvudstaden Nanjing. Yangzhou Taizhou Airport ligger 4 meter över havet.
Runt Yangzhou Taizhou Airport är det tätbefolkat, med 762 invånare per kvadratkilometer. Närmaste större samhälle är Taizhou, 19,4 km öster om Yangzhou Taizhou Airport. Trakten runt Yangzhou Taizhou Airport består till största delen av jordbruksmark.
Genomsnittlig årsnederbörd är 1 119 millimeter. Den regnigaste månaden är juli, med i genomsnitt 254 mm nederbörd, och den torraste är januari, med 28 mm nederbörd.